# Brian Behlendorf
Brian Behlendorf (né le 30 mars 1973) est un ingénieur, un développeur et une personnalité importante du mouvement open source. Il fut l'un des principaux développeurs du serveur web Apache, le serveur le plus populaire sur Internet, et un membre fondateur de l'Apache Group qui deviendra l'Apache Software Foundation. Il fut président de la fondation pendant 3 ans. Il est membre du conseil de la fondation Mozilla depuis 2003.

## Biographie
Behlendorf, élevé en Caroline du Sud, a commencé à s'intéresser au développement d'Internet alors qu'il était étudiant à l'Université de Californie (Berkeley) au début des années 1990. Un de ses premiers projets fut une Liste de distribution et ressource de musique en ligne, « SFRaves », qu'un ami le persuada de mettre en place en 1992. Behlendorf fut l'un des premiers participants et le gourou technologique du festival Burning Man. Il fut aussi le fondateur de « Hyperreal », une importante ressource en ligne consacrée à la musique électronique.
En 1993, Behlendorf, Johathan Nelson, Matthew Nelson et Cliff Skolnick cofondèrent Organic, Inc., la première entreprise spécialisée dans la construction de sites web commerciaux. En développant le premier site commercial — le site HotWired pour le magazine Wired — en 1994, ils réalisèrent que NCSA HTTPd, le serveur web le plus utilisé à l'époque (développé au National Center for Supercomputing Applications, de l'Université de l'Illinois à Urbana-Champaign) ne pouvait pas fournir le système d'enregistrement des utilisateurs exigé par l'entreprise. Behlendorf a donc patché le code open-source pour supporter les besoins de HotWired.
Il s'avéra que Behlendorf n'était pas le seul à modifier le code du NCSA à l'époque. Avec Cliff Skolnick ils mirent en place une liste de distribution pour coordonner le travail des autres contributeurs. À la fin de février 1995, huit contributeurs principaux au projet créèrent Apache comme un fork du code NCSA. Travaillant ensemble, ils finirent par ré-écrire entièrement le programme original pour en faire Apache HTTP Server. En 1999 le projet s'organisa sous la forme de la Apache Software Foundation.
Behlendorf est actuellement un directeur de CollabNet, une compagnie qu'il a créée avec O'Reilly & Associates (aujourd'hui O'Reilly Media) en 1999 pour développer des outils collaboratifs, distribués de développement logiciel. CollabNet est aussi le premier sponsor de Subversion, un outil open-source de contrôle de version. Il continue à être impliqué dans les événements de musique électronique comme « Chillits », et intervient souvent dans des conférences sur le logiciel libre dans le monde.